# Mattersey
Mattersey – wieś w Anglii, w hrabstwie Nottinghamshire, w dystrykcie Bassetlaw. Leży 52 km na północ od miasta Nottingham i 218 km na północ od Londynu. Miejscowość liczy 779 mieszkańców.